# Учбова вулиця (Київ)
Учбо́ва ву́лиця — вулиця в Голосіївському районі міста Києва, селище Мишоловка. Пролягає від Ягідної вулиці до вулиці Квітки-Основ'яненка.
Прилучається Учбовий провулок.

## Історія
Вулиця виникла в 1-й половині XX століття. Спочатку мала назву Шкільний провулок. Сучасна назва — з 1953 року.